# Linum squamulosum
Linum squamulosum — вид квіткових рослин родини льонових (Linaceae).
За іншими даними таксон є синонімом Linum austriacum subsp. squamulosum (Juz.) comb. ined..

## Поширення
Росте на півдні Європи від Іспанії до Північного Кавказу.
В Україні росте сухими схилами, чагарниками, кам'янистими місцями — у Криму, передусім у гірській частині.